# ジェローム・キーゼヴェッター
ジェローム・キーゼヴェッター（Jerome Kiesewetter、1993年2月9日 - ）は、ドイツ出身のアメリカ合衆国代表サッカー選手。ポジションはFW。

## 経歴

### クラブ
地元クラブであるヘルタ・ベルリンのアカデミー出身。
2012年5月、VfBシュトゥットガルトと4年契約を結んだ。
2014年1月、古巣ヘルタ・ベルリンのセカンドチームにレンタル移籍。
2016年6月、フォルトゥナ・デュッセルドルフに移籍。
2019年4月、アメリカ・USLチャンピオンシップのエルパソ・ロコモティブFCと契約を結んだ。
2019年11月、2020年シーズンよりMLSに新規参入するインテル・マイアミCFに加入することが発表された。

### 代表
ユース年代からアメリカ合衆国代表に選出されている。
2016年1月31日、アイスランド代表との親善試合でフル代表デビューを果たした。

## 人物
ドイツの首都ベルリンにて、ドイツ人の母とアメリカ人の父との間に生まれた。